# Сколе
Ско́ле (укр. Ско́ле) — город в Стрыйском районе Львовской области Украины. Административный центр Сколевской городской общины.
Расположен в долине реки Опир в Украинских Карпатах. Город внесён в список исторических населенных мест Украины.

## Название
Относительно происхождения названия города Сколе существуют три разные версии:
- от слова «скала», поскольку долина, в которой расположен город, окружена скалами[5]. Версия маловероятна, ведь собственно скал в районе почти нет.
- от племени сколотов, которые якобы заселяли в древности эти земли[6]. Версия также представляется неправдоподобной, потому что основной жизненный ландшафт скифской цивилизации — это степи.
- от глагола «сколо́ть» — существует легенда, базирующаяся на Лаврентьевской летописи[7], что тут в 1015 году от руки брата Святополка погиб князь туровский Святослав Владимирович, сын Владимира Великого, с женой Параской и дружинниками. Во время нападения Святополк, прозванный в народе «окаянным», восклицал: «Сколите их всех !»[8][9]. Эта версия наиболее распространенная и имеет несколько литературных вариантов, которые со временем обросли, так называемыми, народными пересказами.

## Географическое положение
Расположен в тихой безветренной впадине, окруженной со всех сторон горами: с запада — гора Корчанка (1180 м), с севера — Добряна (824 м), с востока — Клива (670 м), с северо-востока — Чудилова (670 м), на юге — Зелемин (1177 м), далее на юге виднеются хребет Киевца (1064 м) и гора Кременная (1137 м). Часть этих гор относится к Национальному парку «Сколевские Бескиды». Абсолютные высоты Сколевской долины — 440—446 м над уровнем моря.
Густая речная сеть, которую образовали притоки речек Стрый и Опир, делает эту территорию привлекательной для летнего туризма. Сколе — начальный пункт многих туристических маршрутов. Вблизи Сколе расположен национальный природный парк «Сколевские Бескиды».

## История
Город впервые упоминается в исторических документах в 1397. Но люди жили тут намного раньше, о чём свидетельствуют археологические находки. Через Сколе издавна проходил важный торговый путь на Закарпатье.
После смерти князя Владимира Святославича в 1015 его сын Святослав Владимирович (князь древлянский), узнав об убийстве своих братьев Бориса и Глеба, решил бежать в Венгрию, откуда по легенде происходила его жена. Но воины сводного брата-соперника Святополка Окаянного догнали его на берегу реки Опир близ нынешнего города Сколе. На берегу реки Стрый в сражении погибли семеро сыновей Святослава, и посёлок на том месте до сих пор называют Семигинив (в память семерых погибших). Легенда рассказывает о жестокой битве между Сколе и Гребеновым. Вся долина вдоль Опоры была покрыта телами погибших. Силы Святополка были большими, и он отдал приказ: «Сколоть их всех». С этим эпизодом легенда связывает название города Сколе. Князь Святослав погиб в этой битве, а его дружинники отказались перейти на службу к Святополку и осели в Бескидах, положив начало Славскому. Дочь (по другой версии — жена) Святослава, Парасковия (Парашка) укрылась на вершине горы и, настигнутая дружинниками Святополка, погибла (по легенде — бросилась с вершины горы). Сейчас гора названа в её честь Парашкой.

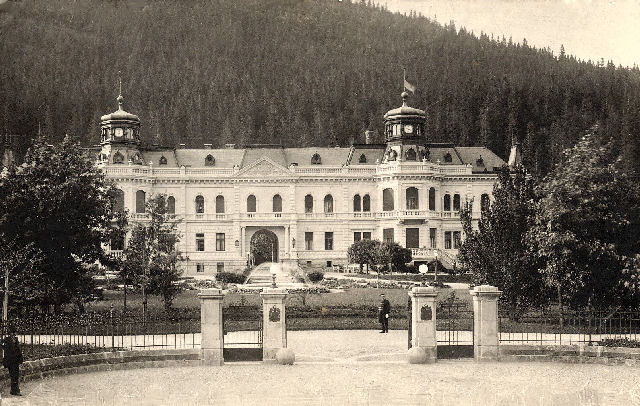
Дворец Гредлей, 1930

Рядом с поселением Сколе в 1660 владелец окрестностей Александр Януш Заславский основал городок Александрию. В центре городка был сооружен деревянный замок. Со временем за городком осталась название Сколе. В XVIII веке в городке и приселке Демне была заложена доменная печь и стекольный заводик (гута). В XIX в. владелец Сколе граф Евгений Конский построил в Демне паровую лесопилку. В 1864 здесь была создана крупнейшая в Галиции спичечная фабрика.
В 1886 крупные предприниматели Гредель и Шмидт перекупили сколевские леса. Барон Гредель перестроил лесные промыслы, заложил каменоломню, организовал механические мастерские, соорудил гидроэлектростанцию.
После прокладки через Сколе железнодорожной линии в 1885 году в городе и окрестностях стало интенсивно развивается рекреационное хозяйство. В этот период были открыты пансионаты, виллы для отдыхающих, туристическое бюро, кинотеатр, пляжи над рекой Опир, трамплин, хоккейное поле, каток, создана первая в Карпатах санная трасса.
В 1912 город Сколе стал уездным центром.

### В УССР
C 14 ноября 1939 года в составе Украинской Советской Социалистической Республики Союза Советских Социалистических Республик.
В 1940 году Сколе получил статус города.
После начала Великой Отечественной войны, 1 июля 1941 года город был оккупирован немецкими войсками.
9 августа 1944 года освобождён от германских войск советскими войсками 4-го Украинского фронта в ходе Львовско-Сандомирской операции.
- 18-й армии в составе: части войск 66-й гв. сд (генерал-майор Фролов, Сергей Фролович) 95-го ск (генерал-майор И. И. Мельников); части войск 24-й сд (генерал-майор Ф. А. Прохоров) 11-го ск (полковник Н. М. Гершевич).[11]

В январе 1989 года численность населения составляла 6730 человек, в это время здесь действовали деревообрабатывающий завод, завод пластмасс и историко-краеведческий музей.

### В независимой Украине
В мае 1995 года Кабинет министров Украины утвердил решение о приватизации находившегося здесь гослеспромхоза, в июле 1995 года было утверждено решение о приватизации ремонтно-транспортного предприятия.

## Население
По данным переписи 2001 года, украинцы составляли 97,30 % населения города, русские — 1,80 %.
На 1 января 2025 года численность населения города составляла 6135 человек.

### Языковой состав
Родной язык населения по данным переписи 2001 года:
| Язык       | Численность, чел. | Доля     |
| ---------- | ----------------- | -------- |
| Украинский | 6 304             | 97,95 %  |
| Русский    | 104               | 1,62 %   |
| Другое     | 28                | 0,43 %   |
| Итого      | 6 436             | 100,00 % |

Украинский язык является основным и единственным официальным языком города.

## Транспорт
Железнодорожная станция на линии Киев — Чоп Львовской железной дороги.
Также через Сколе проходят автострада М 06 и южная ветка нефтепровода «Дружба».

## Памятники и достопримечательности
- деревянные церкви Святого Пантелеймона (XVIII век) и Святой Параскевы (XVII век).

## Известные уроженцы
- Гломбиньский, Станислав (1862—1941) — польский экономист, юрист, педагог, публицист, общественный и государственный деятель.
- Наталия Гончарова (род. 1 июня 1989) — российская волейболистка, чемпионка мира 2010 года, двукратная чемпионка Европы.
- Иван Бутковский (1910—1967) — украинский националист, подполковник УПА.

## Галерея

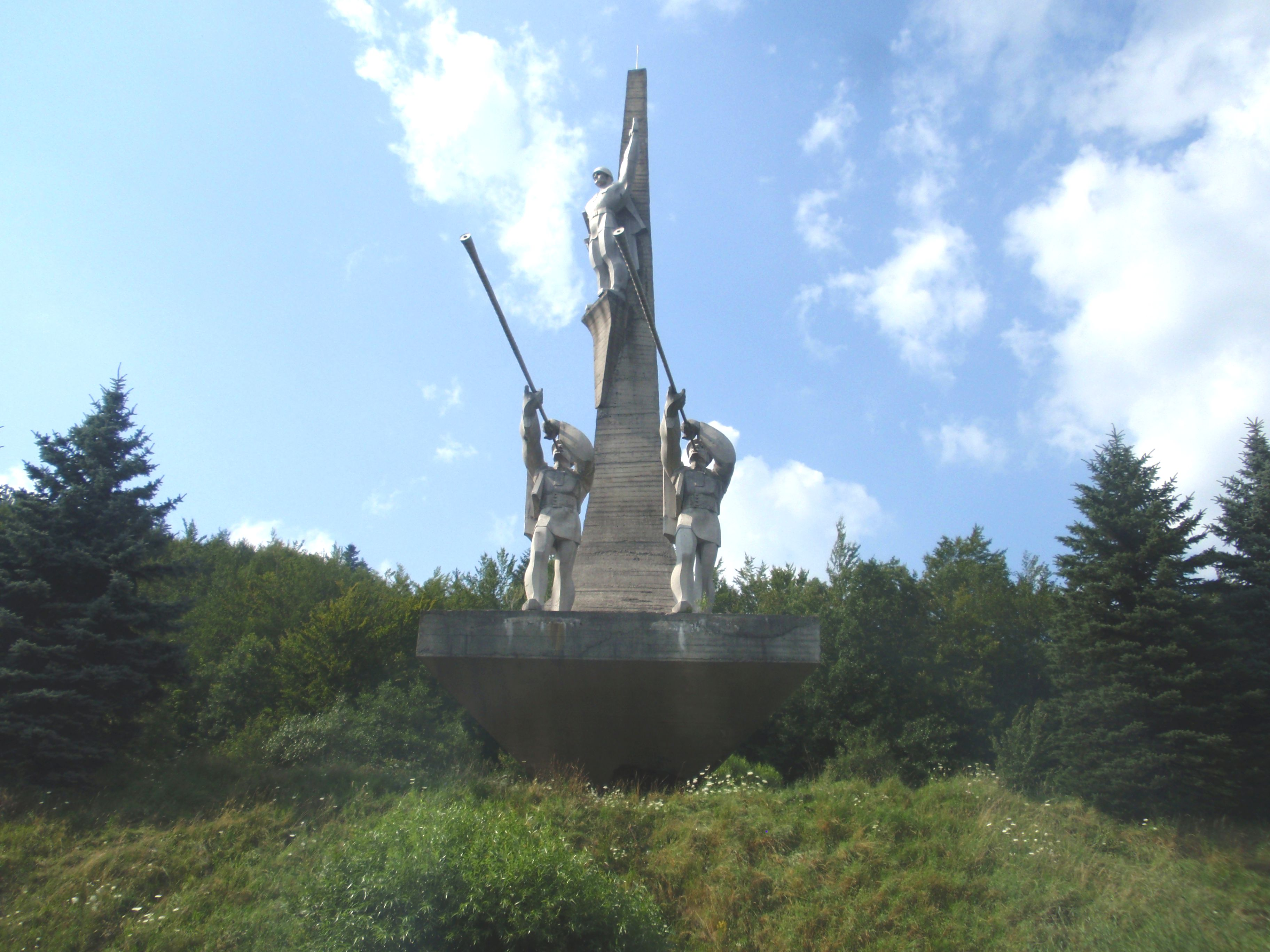
Памятник советским воинам-освободителям на перевале Тухольские ворота при въезде в Сколе
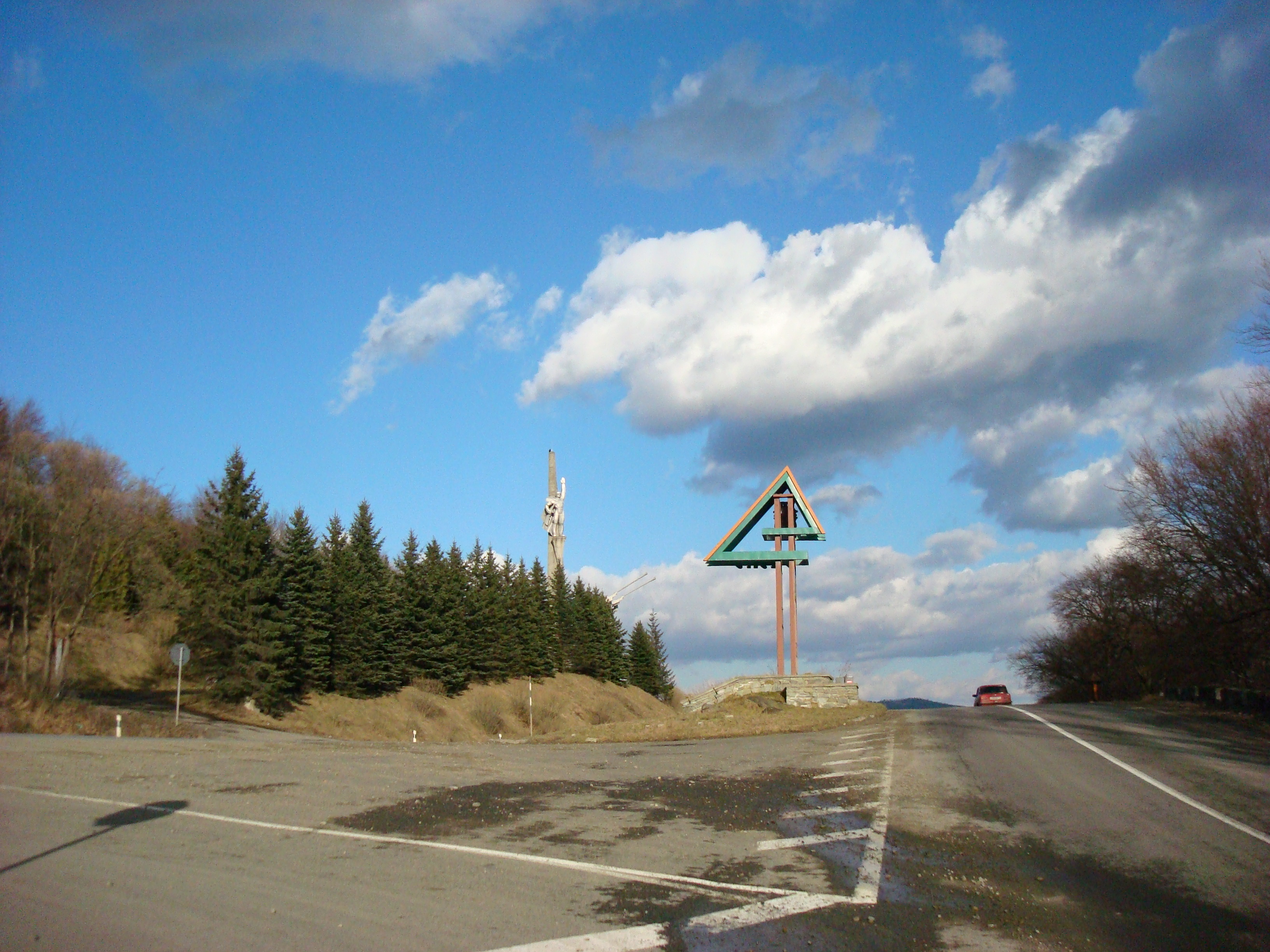
Перевал Тухольские ворота, при въезде в Сколье
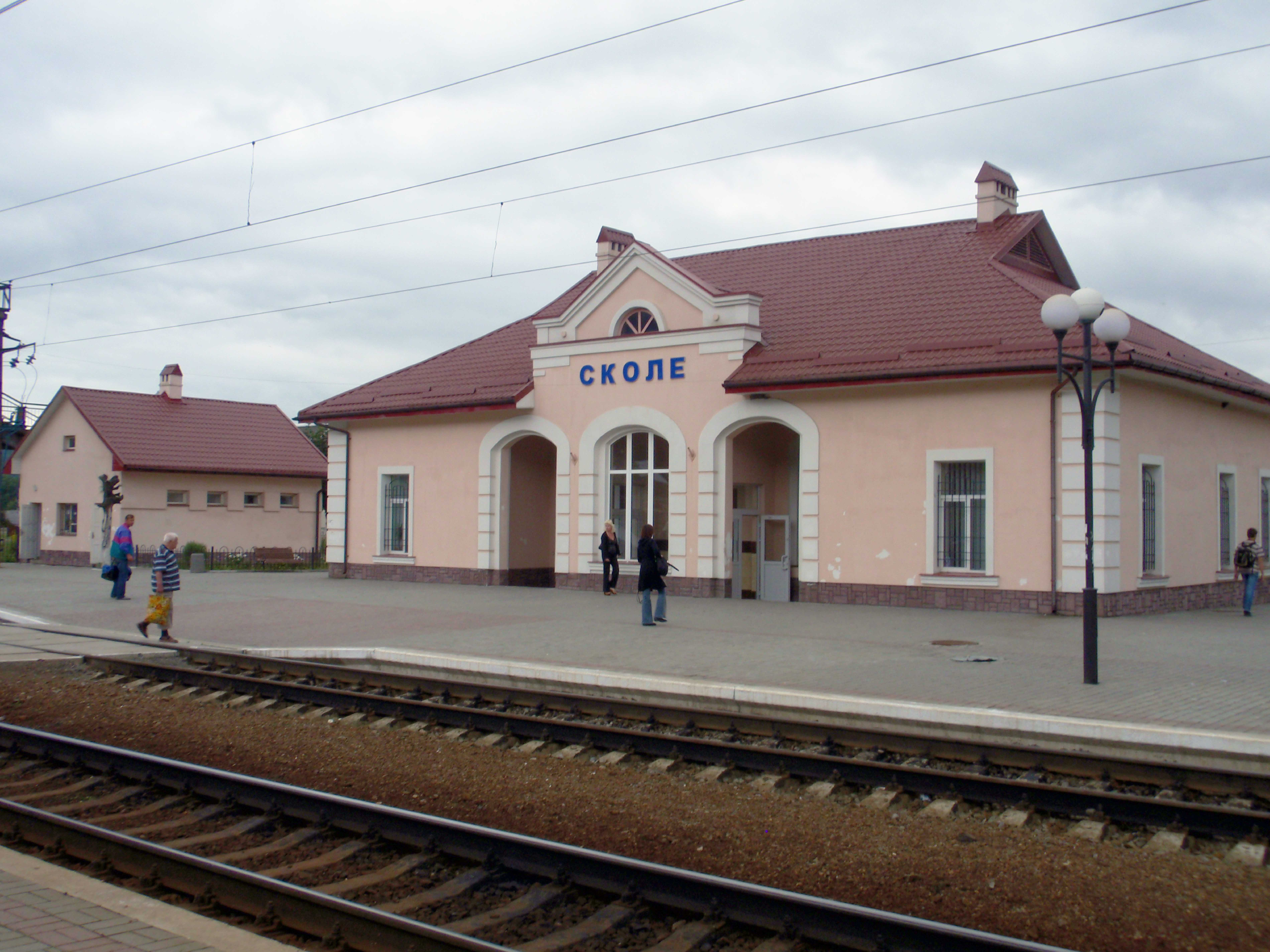
Железнодорожная станция Сколе
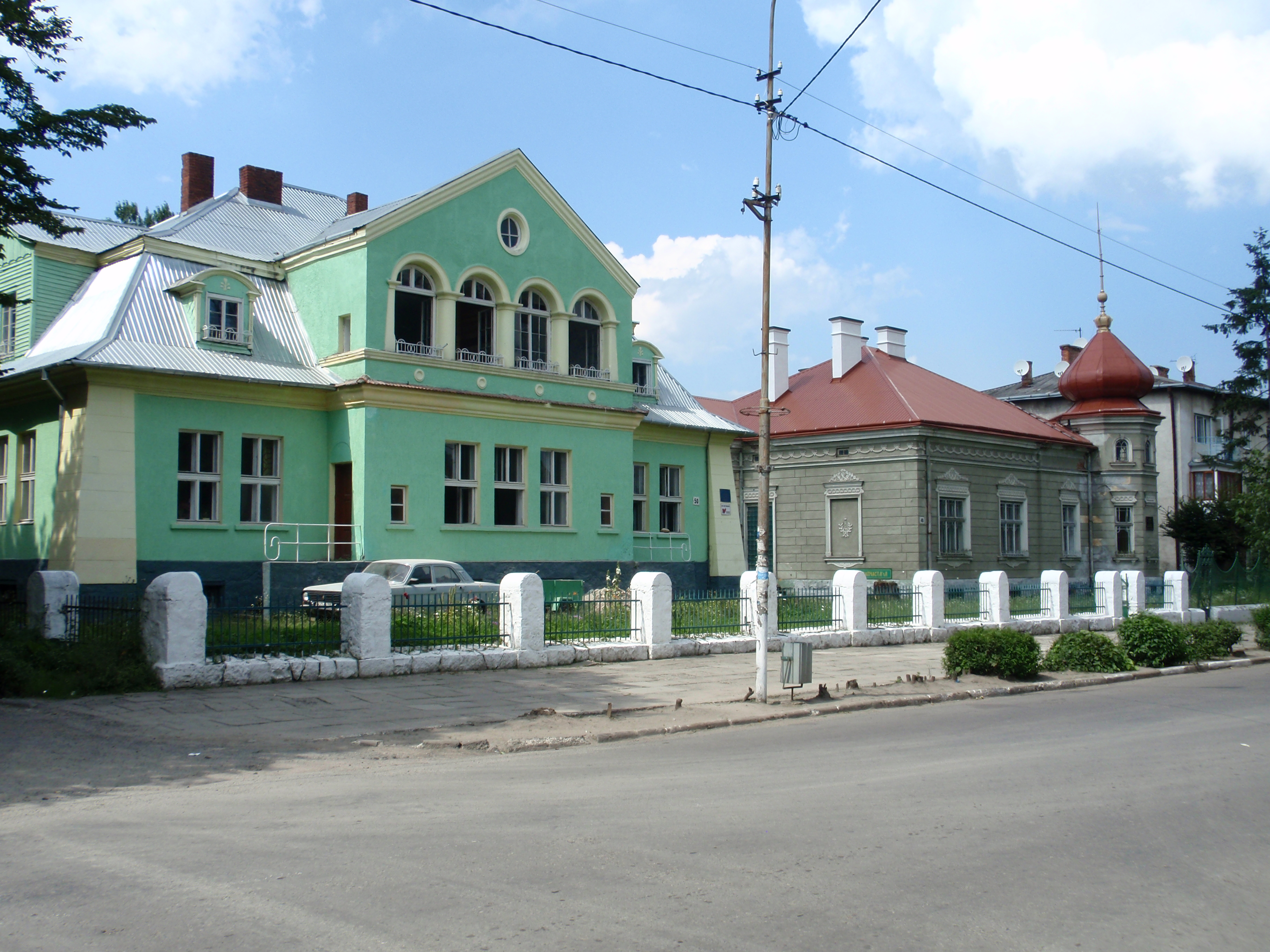
Дома бывших сколевских магнатов
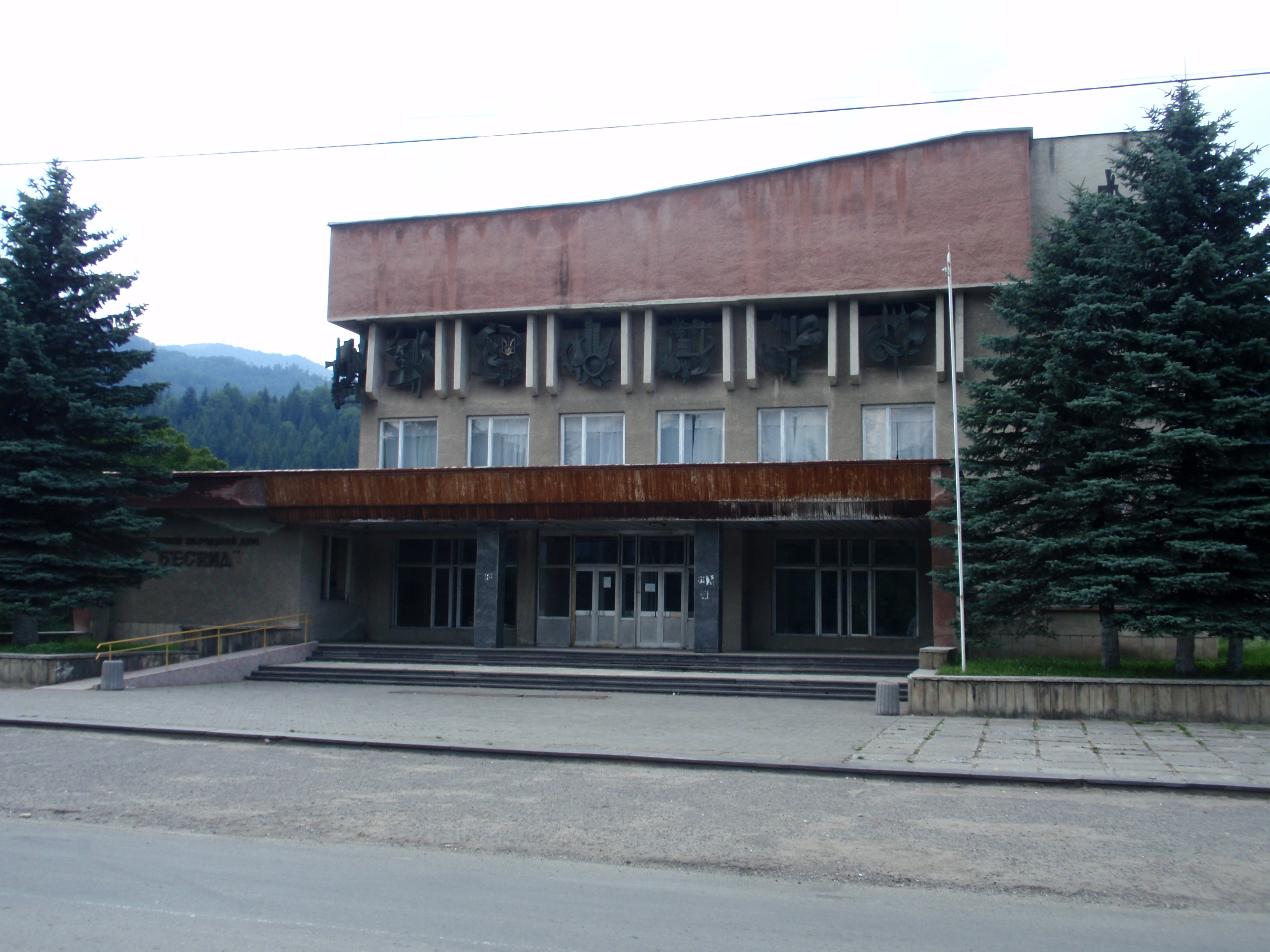
Народный дом культуры сколевского района "Бескид"
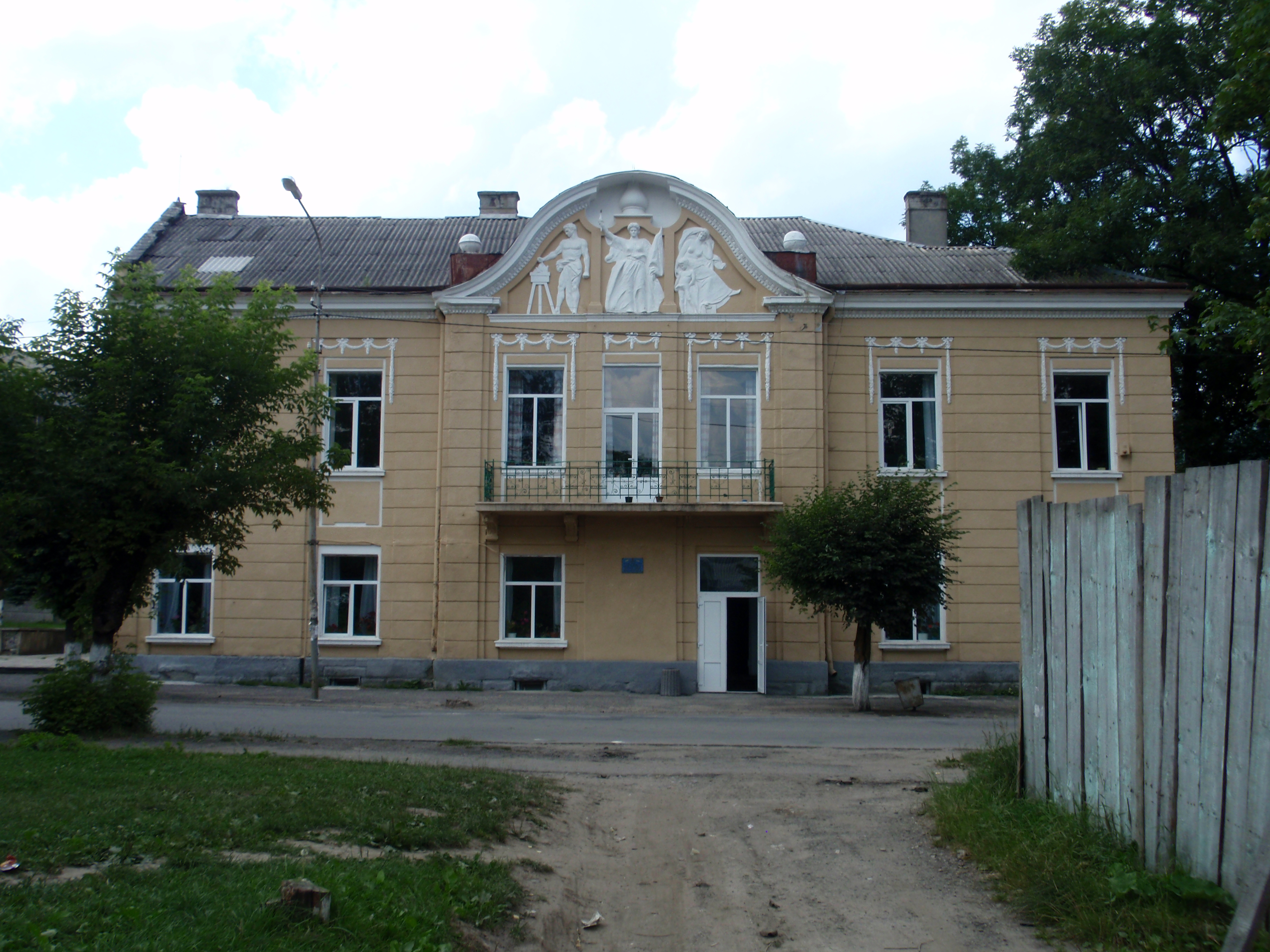
Сколевская районная библиотека
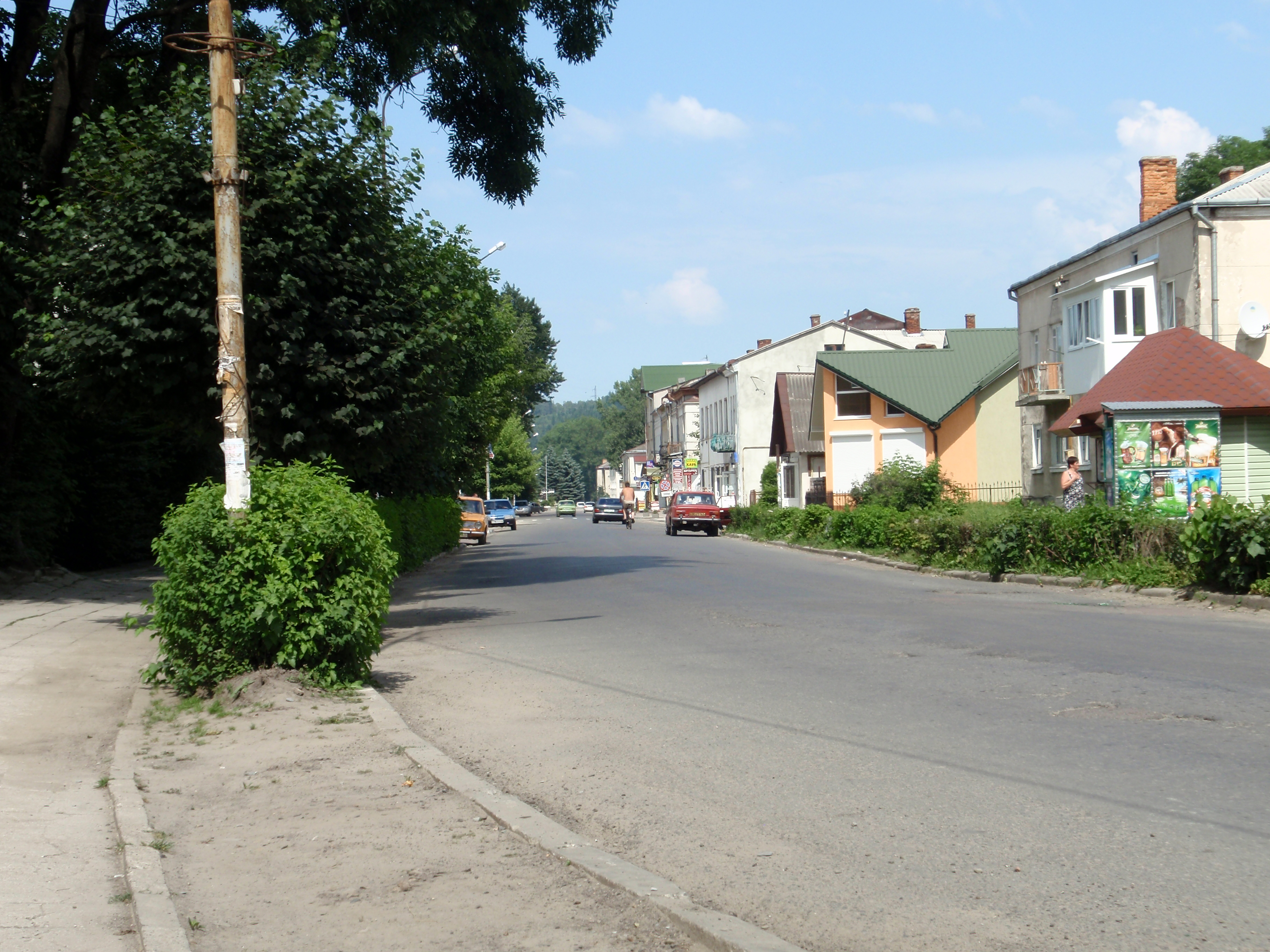
«Венгерский гостинец» в Сколе
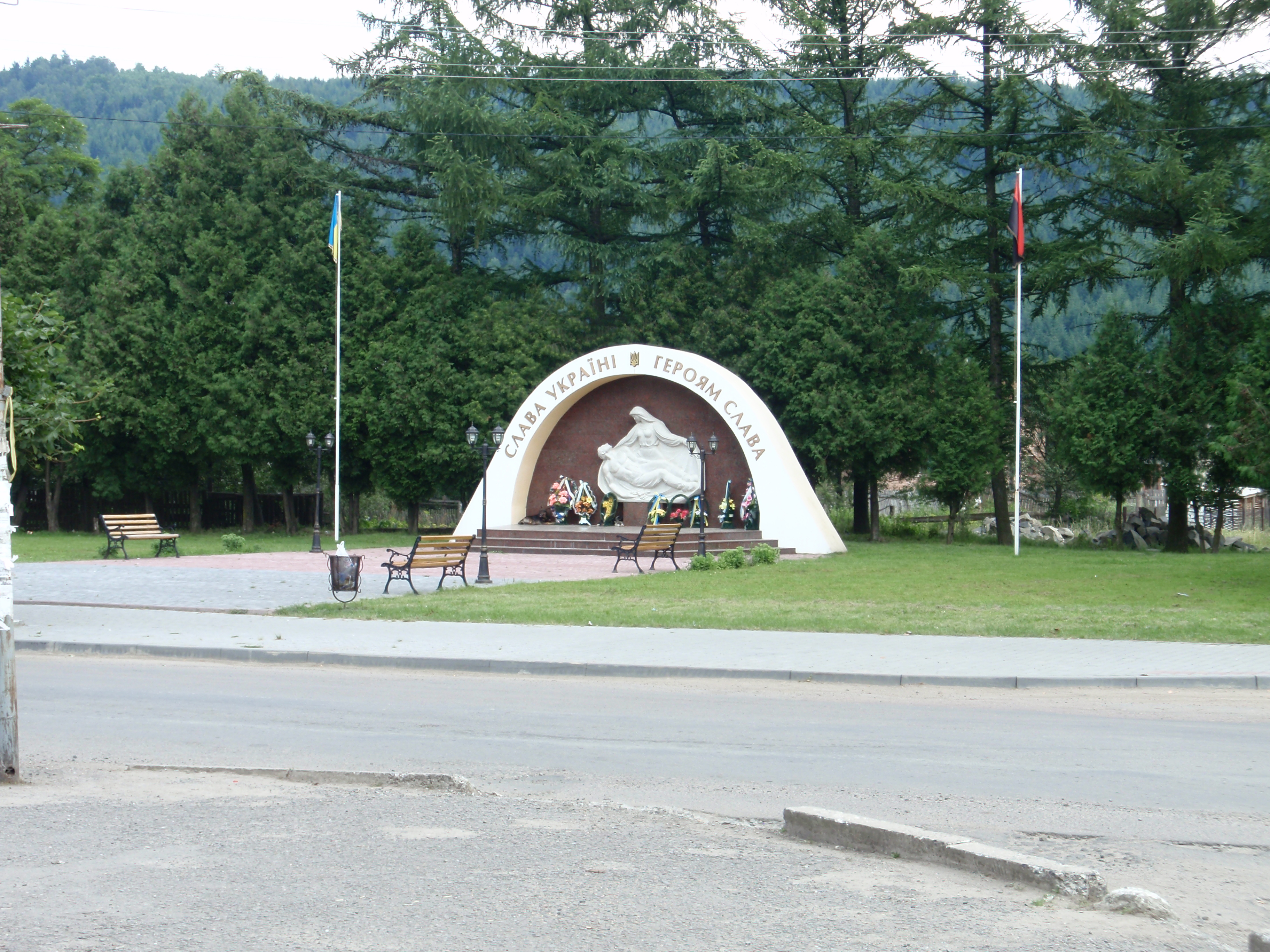
Памятник воинам УПА в Сколе
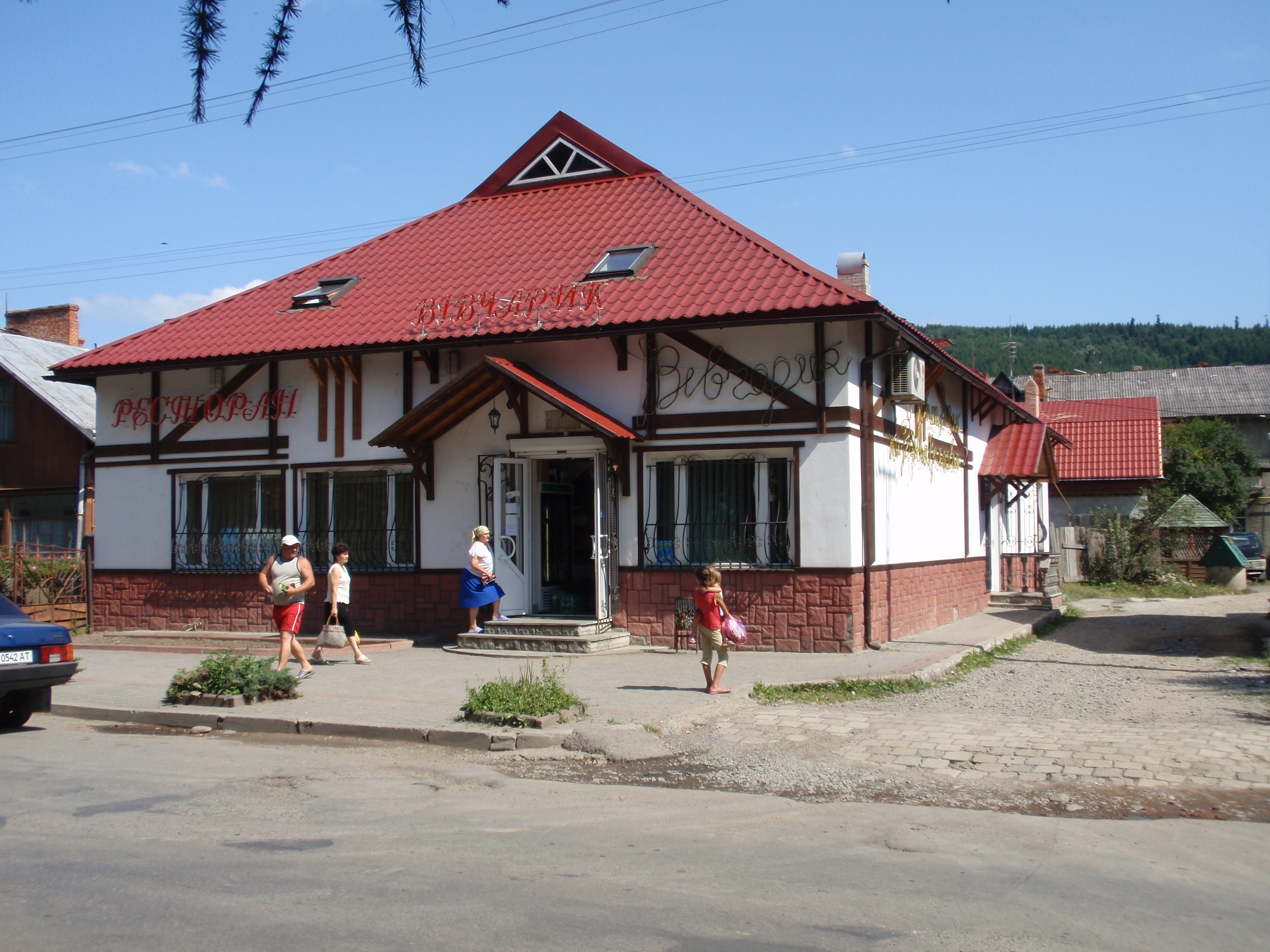
Ресторан «Вивчарик» на венгерском гостинце в Сколе
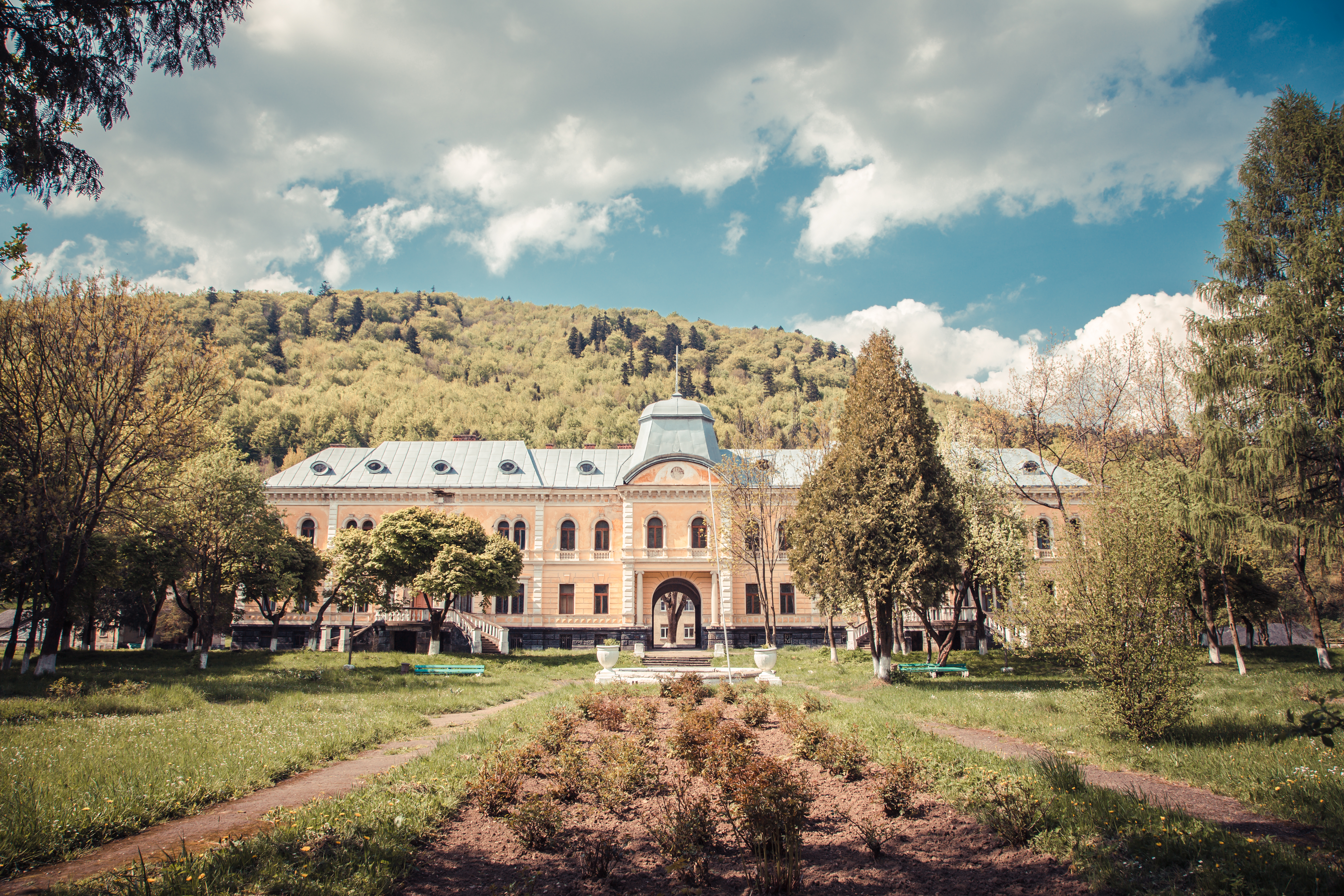
Дворец Гредлей